# Chrám svatého Michaela archanděla (Frička)
Chrám svatého Michaela archanděla  je dřevěná stavba řeckokatolické církve, která byla postavena na malé vyvýšenině uprostřed obce Frička v okrese Bardejov na Slovensku. Je národní kulturní památkou Slovenské republiky.

## Historie
Chrám byl postaven v lemkovském stylu v roce 1829. Kostel prošel rozsáhlými rekonstrukcemi v roce 1933 a 1971, další rekonstrukce byla v roce 1995.

## Architektura

### Exteriér
Cerkev je orientovaná dřevěná roubená trojdílná stavba postavena na kamenné podezdívce. Stavební materiálem je jedlové dřevo. Loď a kněžiště mají čtvercový půdorys a jsou společně zastřešeny sedlovou střechou. Na hřebenu je malá věžička, která vymezuje konec lodi, a na konci hřebene je vykovaný železný kříž. Věž má sloupovou konstrukci se zvonovým patrem, ve kterém jsou umístěny tři zvony. Nejstarší ze zvonů je z roku 1697 a byl ulit ve zvonařské dílně v Košicích. Věž je ukončena báni s lucernou, pod věží je babinec s trámovým stropem.
Kolem chrámu je dřevěné oplocení kryté šindelovou stříškou se vstupní bránou.

### Interiér
V interiéru se nachází ikona Pokrovy je z konce 18. století, některé obrazy jsou z konce 19. století. Oltář pochází z roku 1716. Polichromii  vytvořil Ján Wagner z Prešova v roce 1933.

### Ikonostas
Ikonostas byl vyroben ze staršího ikonostasu z poloviny 17. století pocházejícího z Rybotyčské ikonopisné dílny. V roce 1731 byl přemalován pozdně barokní přemalbou. V roce 1829 byl opravován v polské ikonopisné dílně rodiny Bogdanských a v roce 1933 jej přemaloval Ján Wágner.
Ikonostas má pět řad. V první řadě jsou ikony svatého Mikuláše, Bohorodičky Hodegitria, Krista učitele, svatého Michaela archanděla (patrona chrámu). Ve druhé řadě jsou ikony svátků, ty jsou rozdělené veriakonem. Ve třetí řadě ikon je uprostřed apoštolů Kristus velekněz. Čtvrtou řadu tvoří šest ikon s dvojicemi proroků. Pátá řada je pod hlavní řadou (první řada) a je tvořena výjevy na čtyřech ikonách. Zobrazují svatého Mikuláše jak utišuje moře, svatého Antona a Teodosiuse, Tři hierarchy a svatého Jana Křtitele. Ikonostas je ukončený Ukřižováním po jehož stranách je postava Bohorodičky a svatého Jana Evangelisty.
Na carských (hlavních) dveřích je šest medailónů, které představují čtyři evangelisty a výjevy Zvěstování. Nad oběma diakonními (boční) dveřmi jsou ikony s výjevy Poslední večeře Páně a Uložení Ježíše do hrobu.

## Galerie

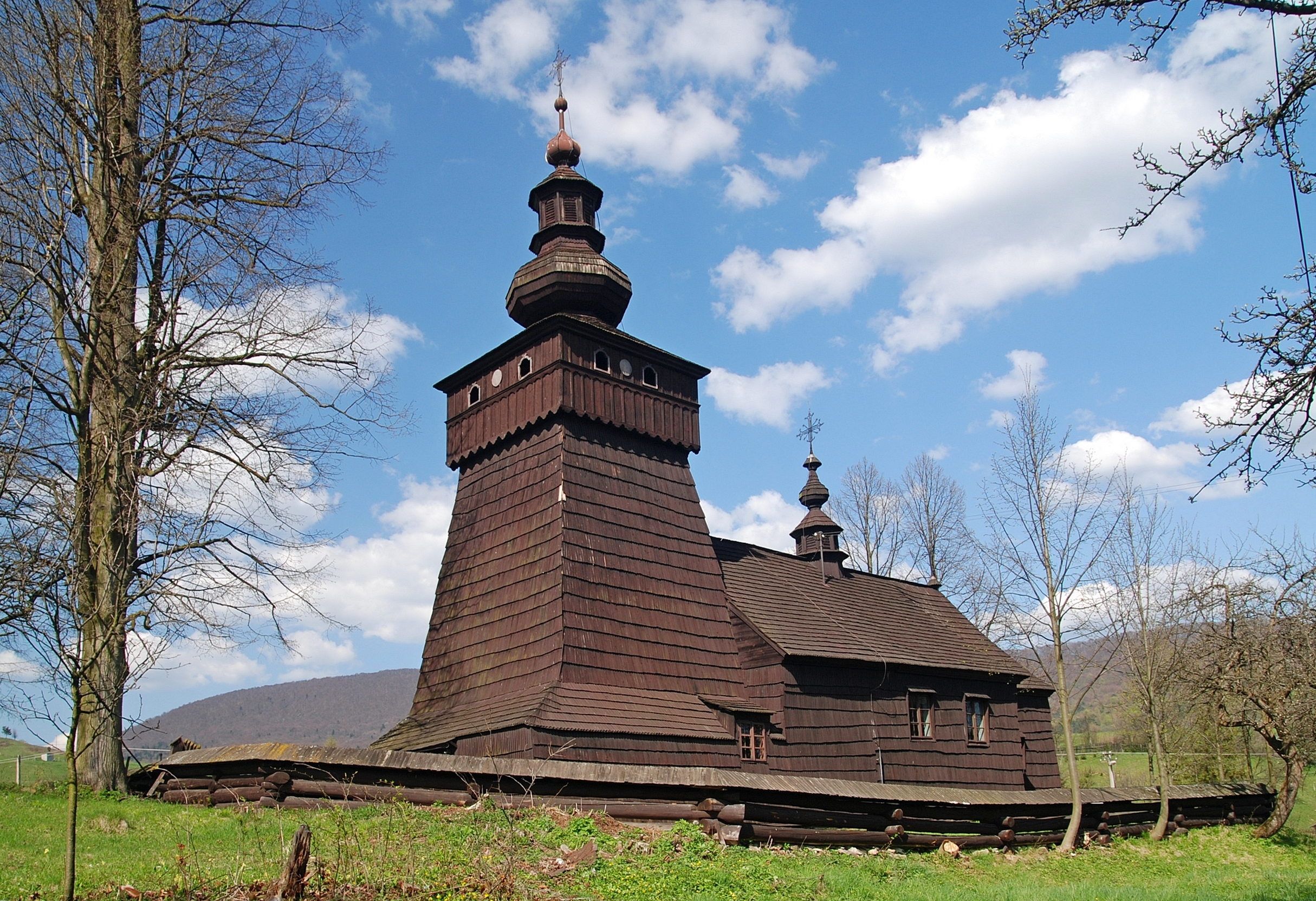
Pohled z jihu
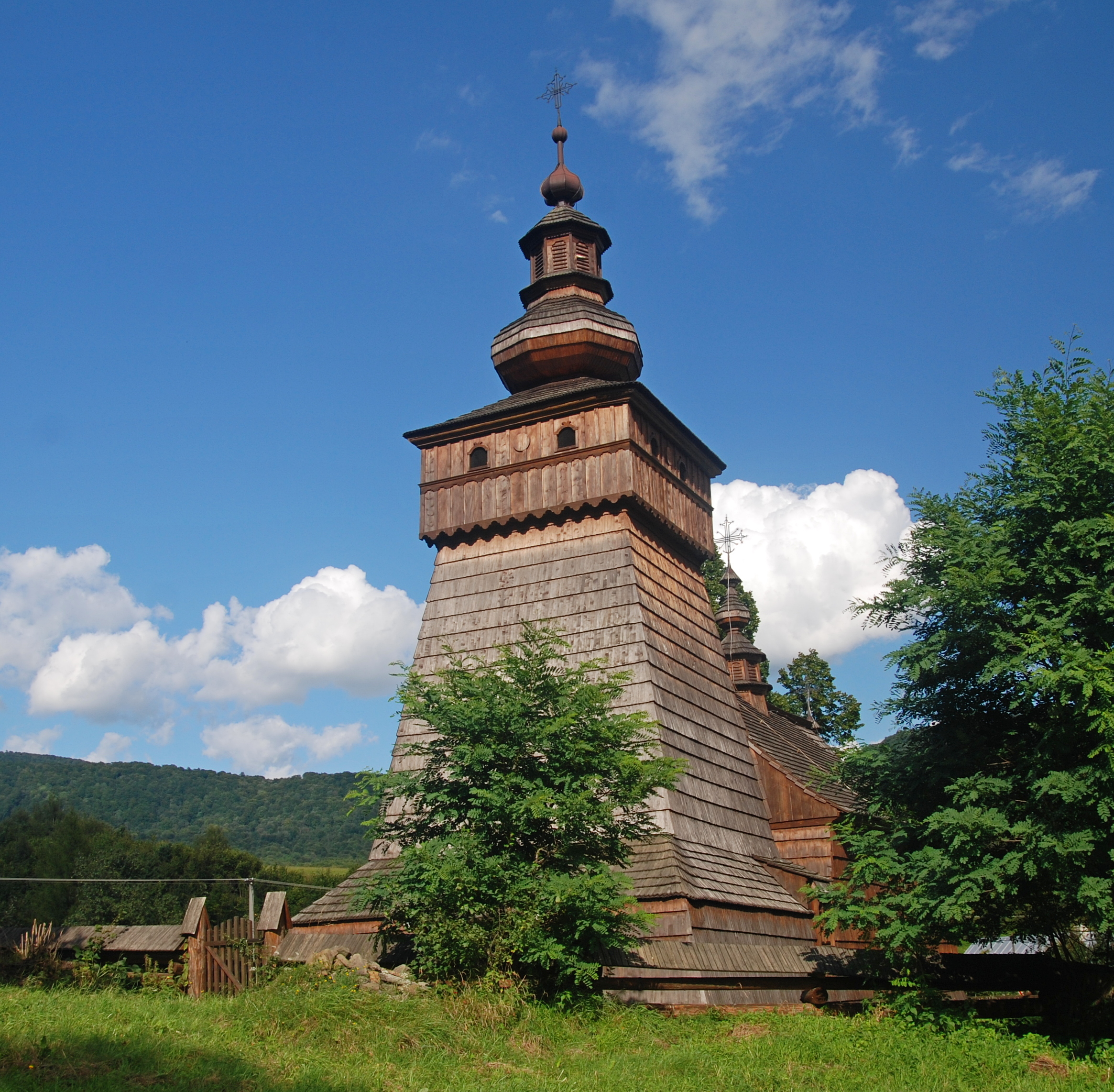
Zvonicová věž
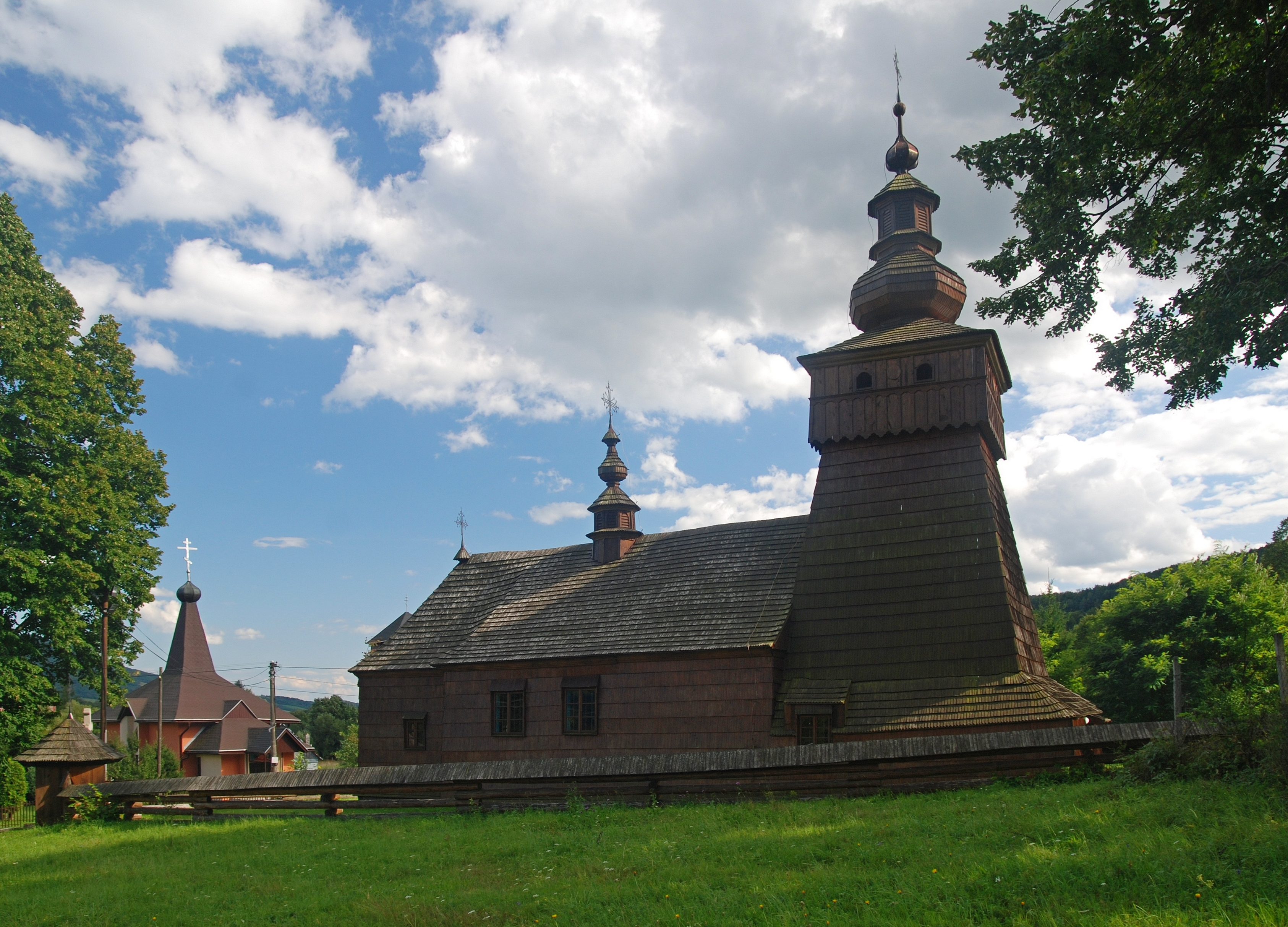
Pohled ze severu